# Salacia belingana
Salacia belingana är en benvedsväxtart som beskrevs av N. Hallé. Salacia belingana ingår i släktet Salacia och familjen Celastraceae. Inga underarter finns listade.